# Henry Morton Stanley

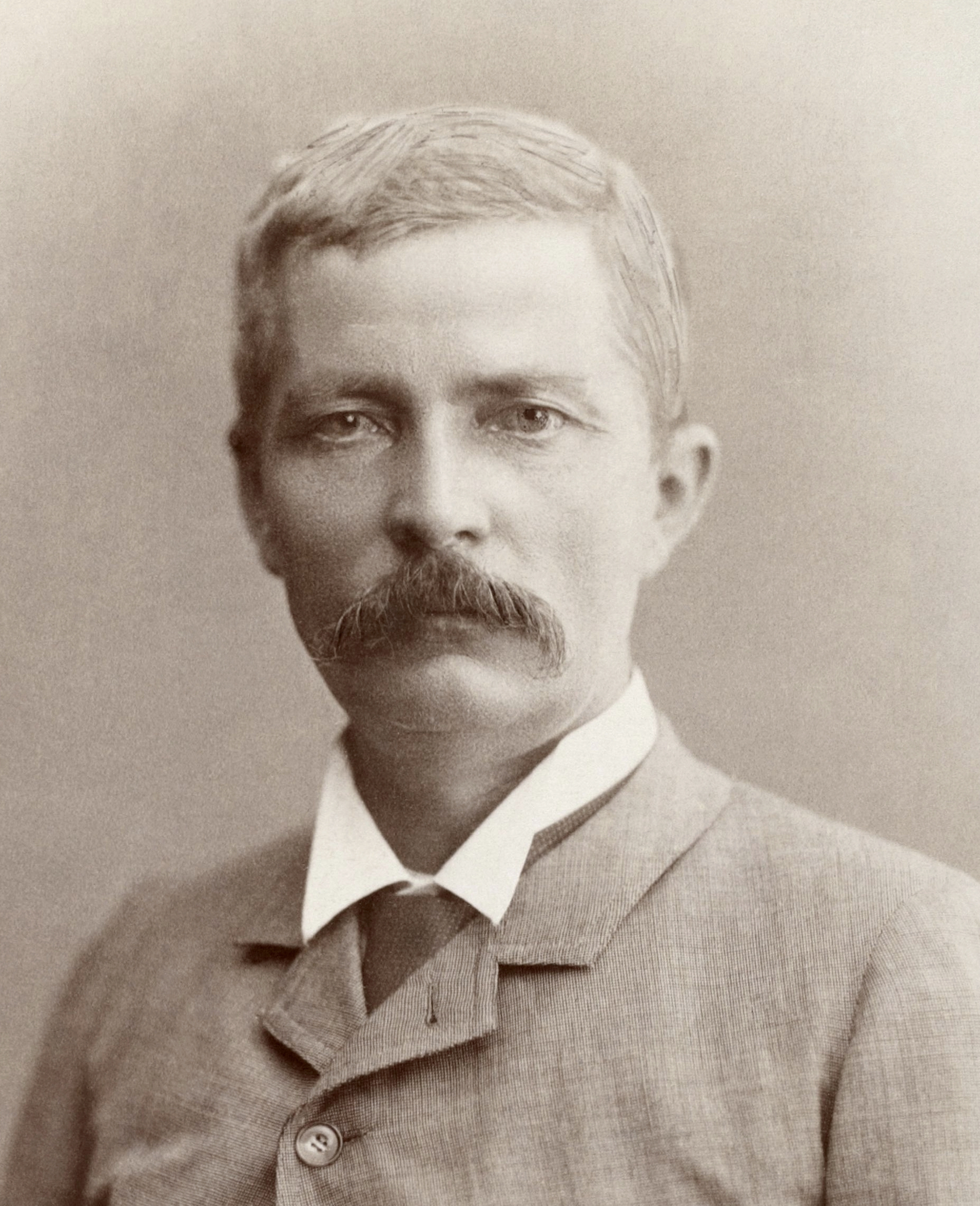
Henry Morton Stanley (um 1884)

Sir Henry Morton Stanley (* 28. Januar 1841 als John Rowlands in Denbigh, Wales; † 10. Mai 1904 in London), auch Bula Matari („der die Steine bricht“), war ein britisch-amerikanischer Journalist, Afrikaforscher und Buchautor. Er wurde bekannt durch die Suche nach David Livingstone und die Kolonialisierung des Kongo im Auftrag des belgischen Königs Leopold II. Stanleys Literaturagent war G. W. Appleton.

## Leben und Wirken

### Kindheit (1841–1856)

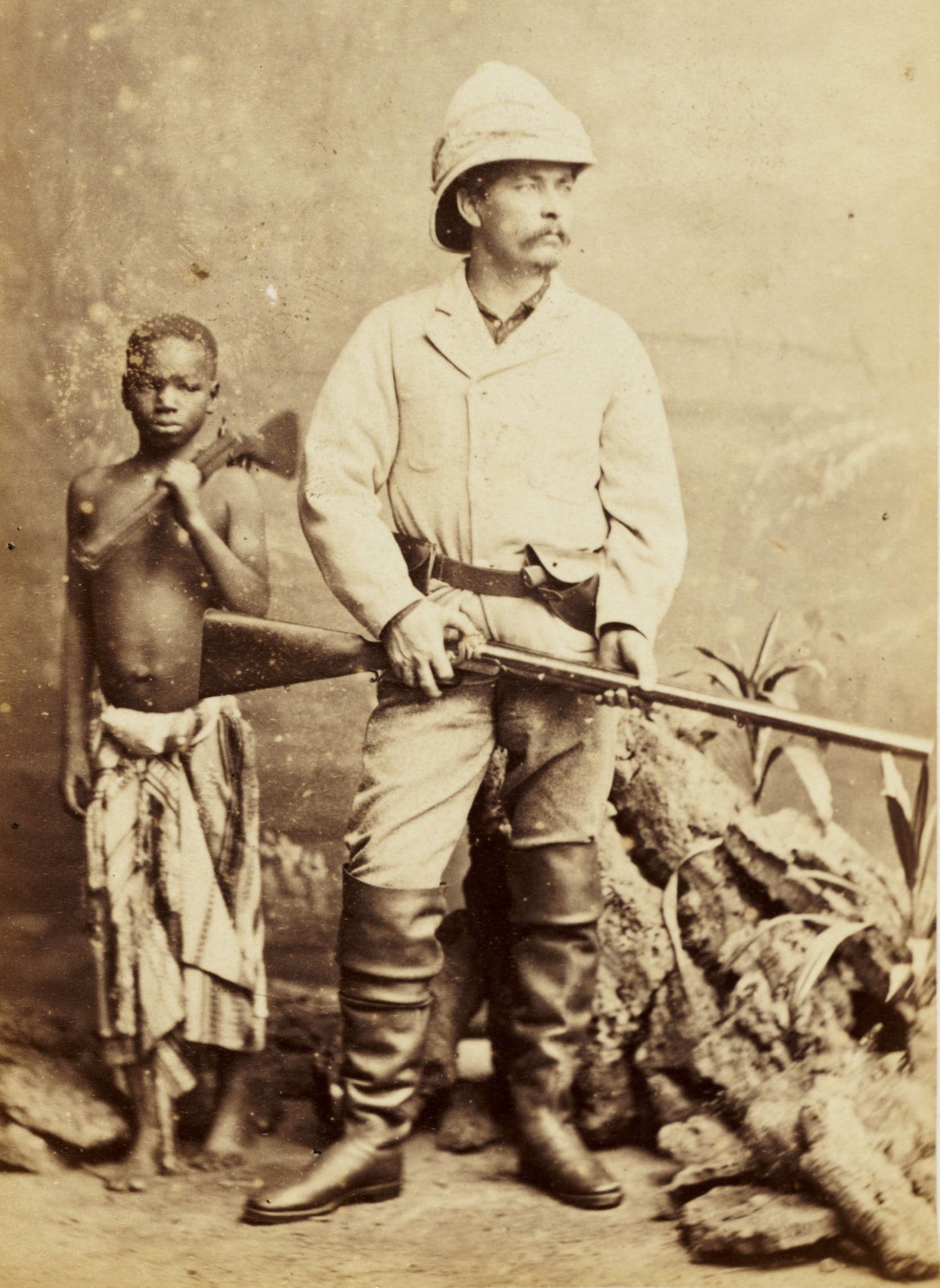
Stanley und Kalulu (1872)

Das Geburtsregister der walisischen Stadt Denbigh vermeldet für den 28. Januar 1841 die Geburt eines nichtehelichen Kindes: „John Rowlands, Bastard“. Unter seiner nichtehelichen Geburt sollte der spätere Henry Morton Stanley sein Leben lang leiden. Seine Mutter, Betsy Parry, arbeitete als Hausmädchen und gebar in den kommenden Jahren noch vier weitere nichteheliche Kinder. Wer sein Vater war, erfuhr er nie. Es gibt Spekulationen, es könne John Rowlands gewesen sein, ein stadtbekannter Trinker, oder ein verheirateter Anwalt namens James Vaughan Home.
Das Kind kam zunächst in die Obhut des Großvaters. Nach dessen Tod – Henry Morton Stanley war zu diesem Zeitpunkt fünf Jahre alt – gab ihn sein Onkel zunächst zur Pflege in eine Familie und später, als er das Pflegegeld nicht mehr zahlte, in das Arbeitshaus St. Asaph’s Union Workhouse in dem kleinen Ort St Asaph. Später stellte eine Untersuchung fest, dass die älteren Bewohner des Hauses „allen möglichen Lastern anhingen“. Der Leiter, ein Alkoholiker, nahm sich gegenüber den Bewohnern alle Freiheiten heraus. Die Kinder teilten zu zweit die Betten, und wenn sie nicht von Erwachsenen missbraucht wurden, dann quälten die Älteren die Jüngeren, auch nachts.
Immerhin vermittelte der Aufenthalt in diesem Arbeitshaus ihm eine gewisse Schulbildung. Er war ein guter Schüler, besonders an Geographie interessiert, und erhielt für seine guten Leistungen eine Bibel mit Widmung des Bischofs Thomas Vowler Short.
Seine Mutter traf Henry in dieser Zeit nur ein einziges Mal, als er etwa neun war, und sie zwei weitere Kinder nach St. Asaph brachte.

### Amerika (1856–1861)
Mit 15 Jahren verließ er das Arbeitshaus, freiwillig – anders als er es selbst darstellte. Er arbeitete in verschiedenen Stellungen als Tagelöhner und heuerte dann mit 17 Jahren auf der Windermere an, einem Schiff, das nach New Orleans segelte. Dort angekommen, suchte er Arbeit und stellte sich dem Baumwollhändler Henry Hope Stanley vor, den er mit seiner Preisbibel beeindrucken konnte.
Rowlands Schilderungen dieser Zeit – und wohl nicht nur dieser – weichen von der Wirklichkeit ab. Er schreibt, er habe bei den Stanleys gewohnt, sei adoptiert worden und habe das Ehepaar Stanley auf Reisen begleitet. Doch leider sei erst die Frau und dann ganz plötzlich auch der Mann im Jahre 1861 gestorben. Nach dem Melderegister der Stadt New Orleans hingegen starb der ältere Stanley erst 1878. Er und seine Frau hatten zwar zwei Kinder adoptiert, doch beide waren Mädchen. Sein junger Angestellter Rowlands hatte auch nie bei ihm gewohnt, und schließlich zerstritten sich Rowland und Henry Hope Stanley derart, dass sie den Kontakt zueinander abbrachen.

### Soldat und Schreiber (1861–1867)

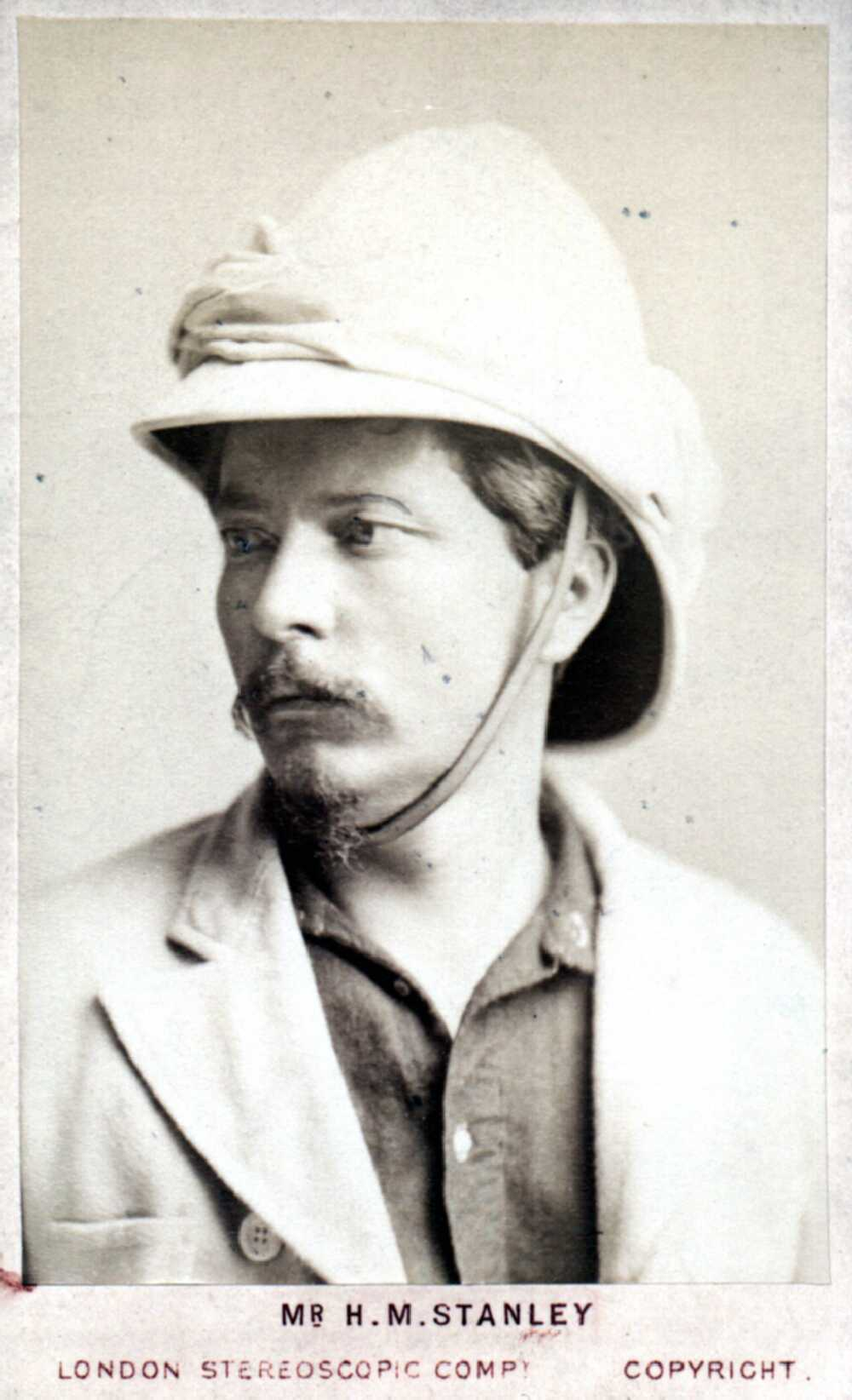
Henry Morton Stanley (1872)

1861 trat der junge Mann, der sich nun Henry Stanley nannte (Morton fügte er später hinzu), der Konföderierten Armee bei, um im Amerikanischen Bürgerkrieg zu kämpfen. Im April 1862 wurde er bei der Schlacht von Shiloh in Tennessee gefangen genommen und in ein Kriegsgefangenenlager bei Chicago gebracht. Wer zu den Truppen der Union überlief, durfte das Lager verlassen. Da im Gefangenenlager Typhus umging, entschied sich Stanley für diesen Schritt. In der Armee der Nordstaaten erkrankte er und wurde daraufhin ausgemustert.
Er heuerte zuerst auf verschiedenen Schiffen der Handelsmarine und im Jahre 1864 erneut bei der Kriegsmarine der Union an. Wegen seiner schönen Handschrift machte man ihn zum Schiffsschreiber auf der Minnesota. Kurz vor dem Kriegsende 1865 desertierte er und schlug sich nach St. Louis durch, wo er einen Vertrag als freier Korrespondent einer Lokalzeitung bekam. Er schrieb Berichte aus dem Wilden Westen: Denver, Salt Lake City, San Francisco. Im Tross von Generalmajor Hancock nahm er an den Indianerkriegen teil. Obwohl das Jahr seiner Berichterstattung von Friedensverhandlungen geprägt war, schrieb er über die dramatischen Schlachten, wie es sein Verleger erwartete. Damit weckte er das Interesse von James Gordon Bennett Jr., dem Herausgeber des New York Herald, einer Boulevardzeitung.

### „New York Herald“ (1867–1878)
Bennet erkannte Stanleys journalistisches Talent und schickte ihn als Kriegsberichterstatter nach Abessinien, um von den dortigen Unruhen zu berichten. Stanley bestach auf der Durchreise in Ägypten den Cheftelegrafen und stellte so sicher, dass seine Berichte von der Front auch dann zuerst telegrafiert wurden, wenn andere Berichte vorher eingetroffen waren. Am Tag nach der einzigen wichtigen Schlacht riss das Telegrafenkabel nach Malta, unmittelbar nachdem Stanleys Bericht (als einziger) übertragen worden war. Sein Verleger war begeistert.
Der Herald machte ihn zum festangestellten Sonderkorrespondenten und schickte ihn in der Folgezeit unter anderem nach Spanien, um vom dortigen Bürgerkrieg zu berichten, bei dem Königin Isabella II. ihren Thron verlor. In Madrid, so will es Stanleys eigene Legende, erreichte ihn am 16. Oktober 1869 ein Telegramm seines Verlegers, das ihn sofort nach Paris beorderte. Dort erteilte ihm Bennett den Auftrag „Finden Sie Livingstone!“
Draw a thousand pounds now, and when you have gone through that, draw another thousand, and when that is spent, draw another thousand. . . and so on; but find Livingstone!

### Afrika

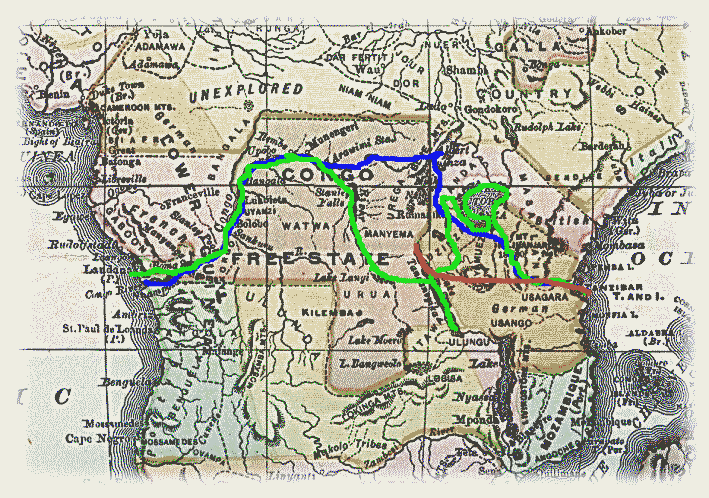
Rot: Expedition 1871/1872; Grün: Expedition 1874–1877; Blau: Expedition 1888/1889

#### Suche nach Livingstone (1870/1871)
Vom schottischen Missionar und Afrikaforscher David Livingstone, einem Arzt, der im Auftrag der London Missionary Society unterwegs war, gab es seit seinem Aufbruch zu einer Forschungsreise in das Gebiet der ostafrikanischen Seen 1866 kein Lebenszeichen mehr. Obwohl Stanley die Geschichte später sehr dramatisch darstellte, brach er erst ein ganzes Jahr später auf. Zwischendurch berichtete er für seine Zeitung noch von der Eröffnung des Sueskanals, von Ausgrabungen in Jerusalem und schließlich aus Konstantinopel. Erst 1870 brach er von Bombay aus auf, um Livingstone zu finden.

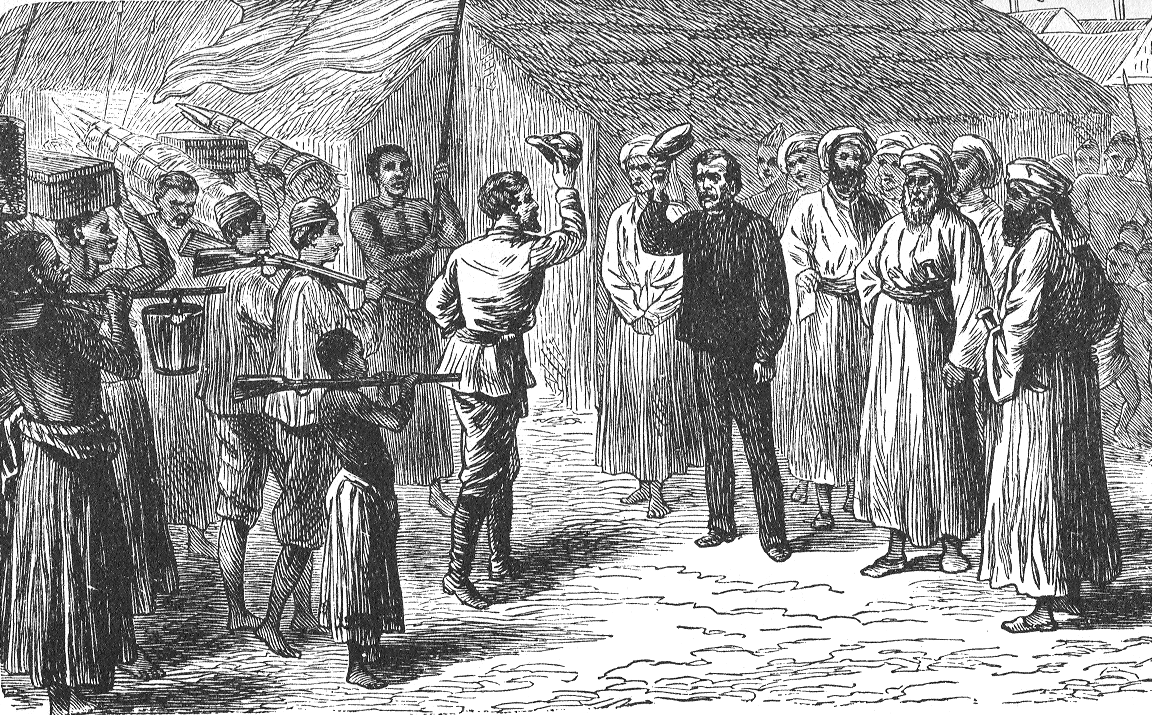
„Doktor Livingstone, nehme ich an“

Wie er es im Abessinienkrieg gelernt hatte, brach er mit einem riesigen Tross auf, 190 Männer, nur zwei weitere Briten, die übrigen afrikanische Träger. Er bewegte sich von Osten aus Richtung Zentralafrika und begegnete am 10. November 1871 in Ujiji, in der Nähe des Tanganjikasees einem Europäer. Doctor Livingstone, I presume? – „Doktor Livingstone, nehme ich an“, soll er gesagt haben. Da Stanleys europäische Begleiter die Reise nicht überlebten, die Afrikaner nie befragt wurden und Livingstone bis zu seinem Tod ein Jahr später nichts aufschrieb, liegt nur Stanleys Bericht vor.
Die beiden Männer waren sehr verschieden: Hier der Missionar Livingstone, der Afrika und die Afrikaner liebte, ihre Sprachen lernte und keinen Profit aus seinen Reisen zog. Dort Stanley, der ehrlich zugab, den Kontinent von ganzem Herzen zu verabscheuen. Seine Bücher über Afrika hießen dann auch Durch den dunklen Weltteil oder Im dunkelsten Afrika.
Während Stanley in Afrika war, schrieb er seiner Verlobten Katie Gough-Roberts, einer jungen Frau aus seiner Heimatstadt Denbigh, viele Briefe, die er ihr von Häfen aus auch schickte. In einem gestand er seine wahre Herkunft, uneheliche Geburt und unglückliche Kindheit. Nach seiner Rückkehr musste er feststellen, dass sie in der Zwischenzeit einen Anderen geheiratet hatte. Stanley, der zeit seines Lebens Angst hatte, seine Herkunft könne bekannt werden, versuchte vergeblich, diese Briefe wieder an sich zu bringen.
Die Royal Geographical Society empfing Stanley mit Hochmut, denn auch sie hatte eine Expedition ausgeschickt, Livingstone zu finden, doch zu spät. Die Echtheit der Briefe, die er von Livingstone mitgebracht hatte, wurde angezweifelt, und Königin Victoria empfing ihn zwar, urteilte danach aber, er sei ein „grässlicher kleiner Mann“.

#### Zweite Afrikaexpedition (1874–1877)
Ziel der zweiten Expedition war es, herauszufinden, woher der Nil kommt. Livingstone dachte, der Lualaba sei die Quelle des Nils, während der Brite John Speke dachte, der Nil entspringe am Nordufer des Viktoriasees. Doch Stanley wollte außerdem beweisen, dass der Erfolg bei seiner ersten Reise kein Zufallstreffer war. 
Am 17. November 1874 brach er von der Küste vor Sansibar mit 356 einheimischen und 3 weißen Gefährten (darunter einige Frauen) auf. Er hatte ein in zehn Teile zerlegbares Schiff dabei, die Lady Alice. Das Schiff war nach seiner Verlobten Alice Pike benannt, nach der er noch einige geographische Entdeckungen benennen sollte, etwa Alice Island und Alice Rapids. Doch nach seiner Rückkehr musste er erneut feststellen, dass die Verlobte unterdessen einen Anderen, einen Eisenbahnbesitzer aus Ohio, geheiratet hatte.
Nach dreieinhalb Monaten erreichte er den Viktoriasee, den er vom 8. bis 29. März 1875 auf einer 3170 km lange Fahrt erkundete.
Im August traf er am Hof des Königs Mutesa von Uganda ein. In Uganda begleitete er den König auf Kriegszügen, befuhr den Tanganjikasee und entdeckte einen weiteren See, den er nach Albert Edward benannte (Edwardsee). 
Am 27. Mai 1876 erreichte er Ujiji, wo er fünf Jahre zuvor Livingstone getroffen hatte. Gemeinsam mit seinem englischen Gefährten Frank Pocock (die beiden anderen Weißen waren mittlerweile an Krankheiten gestorben; Pocock ertrank später im Kongo-Fluss) beschloss er, weiter nach Westen zu ziehen und Afrika ganz zu durchqueren. Der Sklaven- und Elfenbeinhändler Tippu-Tip stellte ihm für 5000 US-Dollar 140 Mann für ein Vierteljahr zur Verfügung. Am 22. November 1876 erreichten sie den Lualaba und fuhren ihn die nächsten acht Monate, unterbrochen von zahlreichen Katarakten, hinab. Der Fluss trug bei den Einheimischen unterschiedliche Namen, aber am 8. Februar hörten sie erstmals den Namen „Kongo“ und wussten nun, welcher Fluss es war und wohin er sie führen würde. Je mehr sie sich dem Atlantik näherten, desto wertloser wurden aber ihre Tauschgüter, wie Draht, Stoffe oder Kauris, und sie konnten kaum noch Lebensmittel erwerben. Die letzten Tage mussten sie ausgehungert über Land reisen. Stanley schickte drei Männer voraus mit einem Brief „an irgendeinen Herrn in Embomma, der englisch versteht“ und bat um Hilfe. Drei Tage später erreichte sie eine Lebensmittellieferung aus einer Handelsniederlassung in Boma an der Kongomündung. Per Schiff kehrte Stanley mit seinen Begleitern von Boma zurück nach Sansibar.
Die 11.500 km lange Reise quer durch den Kontinent (einschließlich Erkundung der Seen per Boot) hatte fast 1000 Tage gedauert. 157 Begleiter waren umgekommen – die meisten durch Kämpfe, Pocken oder Ruhr. Bei seiner Ankunft in Boma am 9. August 1877 war Stanley 36 Jahre alt, doch durch die Strapazen ausgemergelt und früh weißhaarig. Er schrieb erste Artikel, nach seiner Rückkehr nach England hielt er Vorträge und schrieb Bücher.
Er war bestrebt, Zentralafrika und den Kongo dem britischen Kolonialreich einzugliedern, doch im Vereinigten Königreich ging niemand auf seine Ideen ein.

#### LeopoldII. und der Kongo

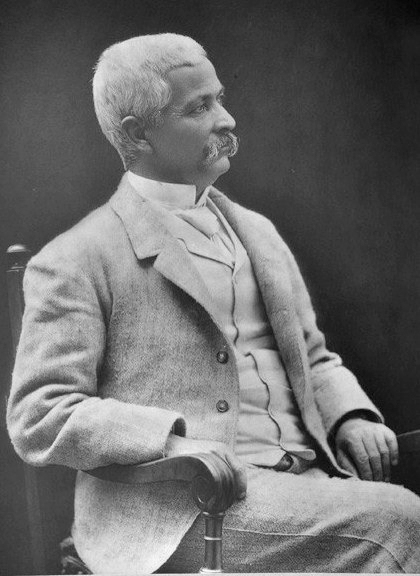
Porträt von Henry Morton Stanley, Schriftsteller und Abenteurer, aufgenommen von Herbert Rose Barraud (um 1880)

Leopold II. von Belgien las seine Berichte. Der junge Monarch war bestrebt, Kolonien zu erwerben. Mehrere Versuche, solche zu erlangen, waren bereits fehlgeschlagen. Leopold hatte zunächst eine philanthropische Gesellschaft zur Erforschung des Kongo gegründet. Im September 1876 veranstaltete er eine große geographische Konferenz in Brüssel, bei der es um die Erforschung des Kongos ging.
Am 10. Juni 1878 traf er Stanley und die beiden gingen einen Handel ein. Stanley sollte den Kongo für den König erwerben, Leopold würde dafür sorgen, dass formal alles in Ordnung kam. Sie schlossen einen Fünfjahresvertrag ab. Stanley erhielt Geld von diesem, musste jedoch zusätzliche Mittel zur Finanzierung seiner Expeditionen einwerben. Er ging auf Vortragsreise und konnte sogar Missionsgesellschaften dazu bringen, Geld zu spenden.
Stanley sammelte unterdessen Kaufverträge für das Land rund um den Fluss. Die Stammesfürsten und Häuptlinge, die die Papiere in der ihnen unbekannten Sprache unterschrieben, wussten wohl nicht, was sie taten. Eine Klausel der Verträge besagte, dass nicht nur der Boden, sondern auch die Arbeitskraft der Bewohner in den Besitz von Leopold übergehen.
Fünf Jahre lang war Stanley offiziell Leopolds Vertreter im Kongo. Er begann mit dem Bau einer Piste von der Mündung des Flusses Kongo entlang der Kongofälle, 200 km lang, bis zum Stanley Pool (heute Pool Malebo), von wo aus der Kongo schiffbar war. Bei diesem Projekt kamen viele der zwangsweise rekrutierten Einheimischen um. Stanleys teilweise rücksichtsloses Vorgehen wurde in England stark kritisiert und brachte ihm den afrikanischen Spitznamen Bula Matari („der die Steine bricht“) ein.
Kleine Dampfschiffe wurden stückweise zum Stanley Pool geschafft und zusammengebaut. Stanley gründete eine Stadt, die er nach seinem Gönner Leopoldville nannte (heute Kinshasa). An 1500 Kilometern Flusslauf entlang wurden weitere Stationen geplant und gebaut. All dies, so wurde es nach außen dargestellt, erfolgte im Dienste der Wissenschaft und im Kampf gegen die Sklaverei.
Trotz all dieser Aktivitäten konnten Stanley und Leopold zunächst ihren guten Ruf erhalten. 1884 nahm Stanley an der internationalen Kongokonferenz teil, die auf Initiative Bismarcks in Berlin stattfand. Der Kongo wurde Leopold als persönlicher Besitz zugesprochen, damit er ihn entwickle. Offiziell trennten sich die Wege von Leopold und Stanley nach fünf Jahren, doch heimlich stand Stanley weiter auf der Gehaltsliste des Königs.
1889 fand in Brüssel eine große Konferenz gegen die Sklaverei statt. Sklavenhändler waren traditionell arabische Kaufleute, die Konferenz stellte also für die europäischen Teilnehmer kein Problem dar. Leopold ließ Stanley auf dieser Konferenz auftreten, um seine Position auf der Konferenz zu festigen und gleichzeitig dem belgischen Parlament einen Kredit von 25 Millionen Franken zu entlocken. Stanleys Wirken hatte es ermöglicht, dass eine Privatperson – Leopold II. – der Besitzer von 2,5 Millionen Quadratkilometern Land sowie der Arbeitskraft der Einwohner wurde.

#### Emin-Pascha-Expedition

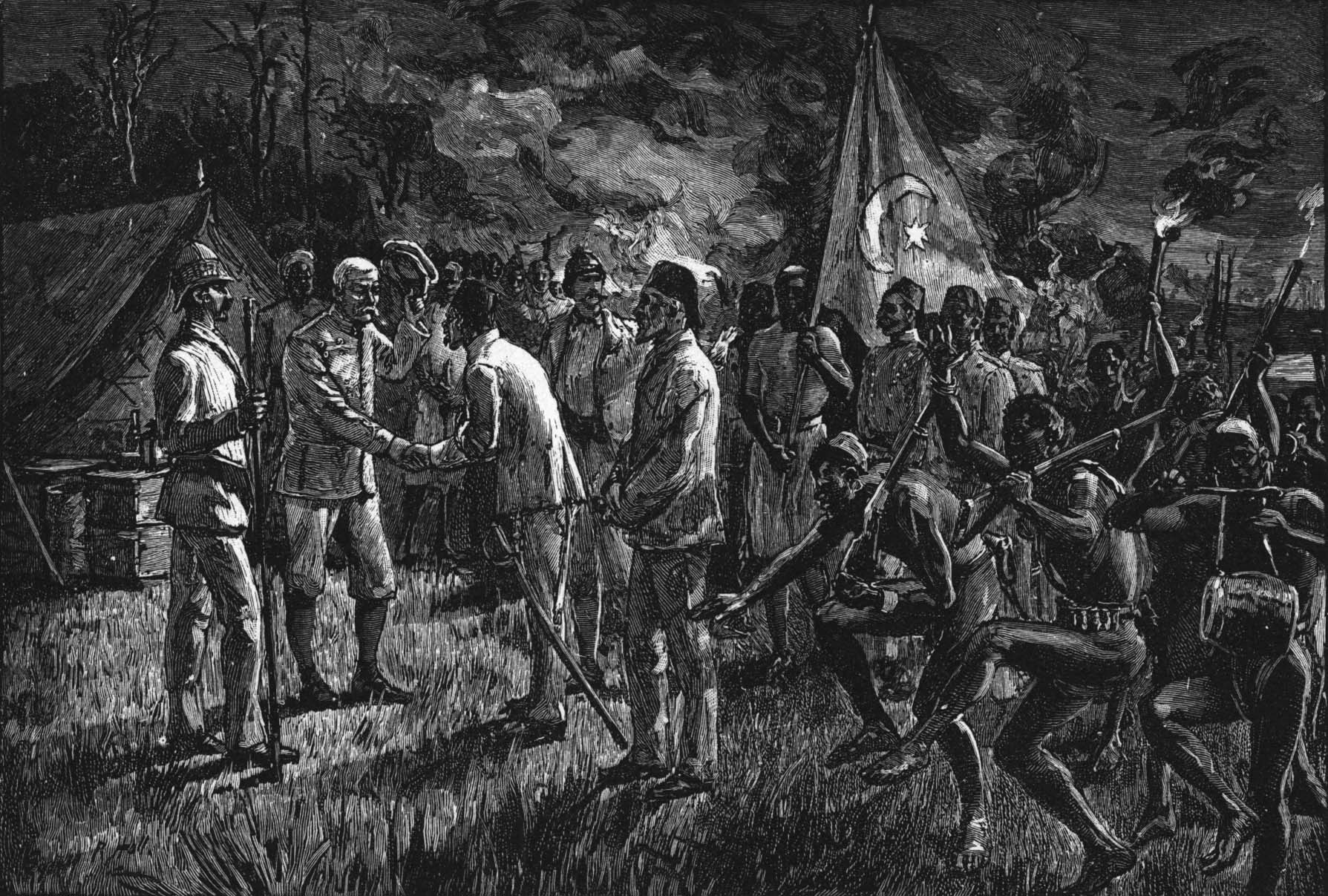
Das Aufeinandertreffen Emin Paschas und Stanleys

Unterdessen nahm Stanley auch andere Aufträge an. Im Sudan, der ab 1821 unter die Herrschaft der osmanischen Vizekönige von Ägypten gekommen war, brach 1881 der Mahdiaufstand aus. Nach dem Abzug der anglo-ägyptischen Truppen aus dem Land behauptete sich der deutsche Forscher Emin Pascha als Gouverneur der südlichsten Provinz des Sudan Äquatoria. Emin Pascha, bürgerlich Eduard Schnitzer, musste erfahren, dass die Briten keine Anstalten machten, den Sudan zurückzuerobern. Er schrieb deshalb einen Brief an die Times, in dem er um Hilfe bat. Gleichzeitig forderte der Anführer der Mahdisten Abdallahi ibn Muhammad, dass Königin Victoria in den Sudan kommen und zum Islam konvertieren solle. Die daraus resultierende Empörung in der britischen Bevölkerung führte dazu, dass rasch die finanziellen Mittel für eine Expedition zur Befreiung Emin Paschas aufgebracht wurden. Stanley wurde beauftragt, die Expedition zu leiten. Er musste Leopold bitten, ihn von seinen Verpflichtungen zu entbinden. Das tat dieser unter der Bedingung, dass Stanley nicht den kürzesten Weg nehme, sondern durch einen noch unbekannten Teil des Kongo reisen müsse. Außerdem sollte er Emin Pascha überreden, als Gouverneur zu bleiben, sich aber dem Kongo zu unterstellen. Die Expedition, die bereits nach Sansibar aufgebrochen war, wurde deshalb zur Mündung des Kongo umgeleitet.
Stanley bereitete die Reise gut vor, einige Aspekte muten geradezu skurril an. Die mitreisenden Offiziere mussten sich verpflichten, keine Bücher über die Expedition zu veröffentlichen. Das Dampfschiff, welches die Gruppe auf dem Unterlauf des Kongo transportierte, hatte die Fahne des Yachtklubs von New York gehisst, auf Wunsch des Verlegers James Gordon Bennett Jr. Die Truppe von 389 Mann war stark dezimiert, als sie Emin Pascha schließlich gegenüberstand. Dieser trug, wie Stanley selbst notierte, eine blütenweiße, frisch gebügelte Uniform, und man fragte sich, wer da wen gerettet hatte, zumal die Vorräte der „Befreier“ erschöpft waren.
Stanley konnte Emin Pascha mit knapper Not überreden, mit ihm zu kommen, aber diesmal auf der kürzeren Route, Richtung Osten. Zu Stanleys Unglück konnte er ihn nicht überreden, in die Dienste Leopolds zu treten; er entschloss sich, für die Deutschen zu arbeiten.
Obwohl die Expedition alles andere als ein Erfolg war, wurde Stanley bei seiner Rückkehr nach Europa ein triumphaler Empfang bereitet. Er wurde mit Ehrungen überhäuft, erhielt Medaillen mehrerer europäischer wissenschaftlicher Gesellschaften und Ehrendoktorwürden der Universitäten Oxford, Cambridge, Durham und Edinburgh. Zu einem Empfang, den die Royal Geographical Society ihm in der Royal Albert Hall gab, kamen 10.000 Gäste, darunter auch der Prince of Wales.

### Heirat und Rückzug (1890–1904)

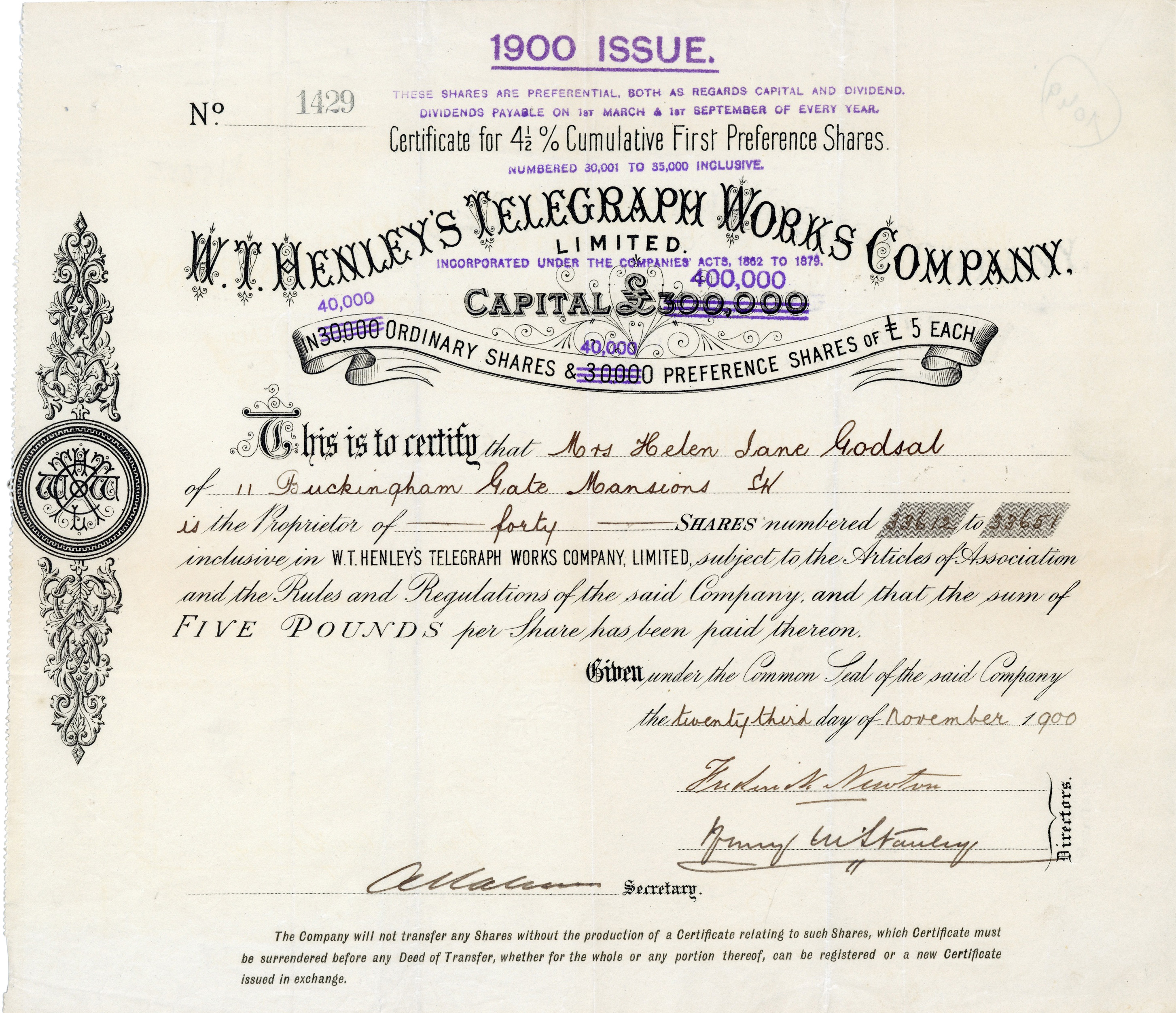
Vorzugsaktie der W.T. Henley’s Telegraph Works Company, ausgestellt am 23. November 1900, im Original unterschrieben von Henry Morton Stanley als Vorstandsmitglied. Das Werk von William Thomas Henley, einem Pionier in der Herstellung von Telegrafenkabeln, ernannte den Afrikaforscher Stanley im Jahre 1900 zum Direktor. Er behielt diesen Posten bis zu seinem Tode.

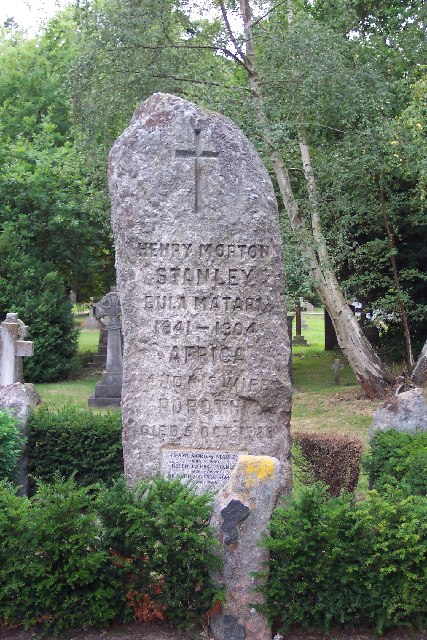
Stanleys Grab in Pirbright

Am 12. Juli 1890 heiratete Stanley die Gesellschaftsmalerin Dorothy Tennant. Sie hatte ihn einige Jahre zuvor verschmäht, doch nach der Rettung Emin Paschas begonnen, ihm Briefe zu schreiben. Mehrere Biographen Stanleys, darunter Frank McLynn, gehen davon aus, dass die Ehe nie vollzogen wurde, aber die Stanleys adoptierten 1896 einen Sohn, Denzil Stanley. Stanley hatte außerdem eine besondere Beziehung zu Edward James Glave, den er von seinem Aufenthalt in Kongo in Diensten Leopolds II. kannte und als seinen Ziehsohn betrachtete.
Es gefiel Stanley, nicht mehr allein zu sein. Er reiste nur noch in „zivilisierte Gegenden“, wo er Vorträge hielt und seine Bücher vorstellte. Von einer Vortragsreise nach Australien zurückgekehrt, ließ er sich 1892 in England wiedereinbürgern und gehörte von 1895 bis 1901 dem Unterhaus an, wo er sich der Liberalen Unionistischen Partei anschloss. Im Oktober 1897 reiste er, einer Einladung zur Eröffnung der Bulawayo Railway folgend, durch Südafrika, besuchte die Transvaal-Republik, den Oranje-Freistaat sowie Natal und traf in Pretoria Paul Kruger. 1899 wurde er zum Knight Grand Cross des Order of the Bath (GCB) geschlagen.
Die Nachrichten von den Gräueltaten im Kongo erreichten jedoch unterdessen England. Edmund Dene Morel, ein junger Mann, der im Transportgewerbe arbeitete, hatte in den neunziger Jahren festgestellt, dass Schiffe aus dem Kongo eine Menge Waren brachten, vor allem Elfenbein und Gummi, aber dass auf dem Rückweg nur Munition transportiert wurde. Er startete die wohl erste Menschenrechtskampagne der Geschichte, gab einen regelmäßigen Rundbrief heraus und korrespondierte mit Missionaren und Kongoreisenden, unter anderem dem Schriftsteller Joseph Conrad, die ihn mit Informationen versorgten.
Als Stanley am 10. Mai 1904 in London starb, war die Stimmung umgeschlagen. Der Dekan der Westminster Abbey, J. Armitage Robinson, verweigerte ihm seinen Wunsch, ein Begräbnis in der Westminsterabtei an der Seite Livingstones. Er wurde stattdessen in seinem letzten Wohnort, Pirbright in Surrey, beigesetzt. Seine Frau ließ ihm einen Grabstein mit der Inschrift „Henry Morton Stanley, Bula Matari, 1841–1904, Africa“ errichten.

## Veröffentlichungen
Stanleys Bücher über Afrika enthalten sehr viele Details. In Durch den dunklen Weltteil gibt es über hundert Zeichnungen, unter anderem Pläne afrikanischer Häuser, Pläne typischer Dörfer, Zeichnungen von Schlachten, Vergleich verschiedener afrikanischer Kanupaddel. Tabellen informieren über die Luft- und Wassertemperatur, die Tiefe der verschiedenen Seen, oder über den Preis eines Huhnes. Seine Bücher enthalten auch oft Auszüge seiner Tagebücher, allerdings haben diese mit den wirklichen Tagebüchern oft nicht so viel zu tun. Dort führte er beispielsweise Buch über die Bestrafung von Trägern: „Die beiden Betrunkenen zu 100 Peitschenhieben verurteilt, danach 6 Monate in Ketten.“
- How I found Livingstone. Travels, adventures and discoveries in Central Africa including four months residence with Dr Livingstone. London 1872.
- Coomassie and Magdala: The Story of two British Campaigns in Africa. London 1874.
- My Kalulu, Prince, King, and Slave. London 1874.
- Through the dark continent, or the sources of the Nile, around the great lakes of Equatorial Africa and down the Livingstone river to the Atlantic Ocean. London 1878.
- Stanley’s first Opinions: Portugal and the Slave Trade. Lissabon 1883.
- The Congo, and the Founding of its Free State. 1885; zuletzt: Detroit 1970, ISBN 0-403-00288-5.
- In Darkest Africa: Or the Quest, Rescue, and Retreat of Emin, Governor of Equatoria. London 1890. (Digitalisat: Band 1, Band 2)
- The story of Emin’s rescue as told in Stanley’s letters. London 1890; zuletzt: New York 1969, ISBN 0-8371-2177-9.
- My dark Companions and their strange stories; Slavery and the Slave Trade in Africa. 1893.
- My Early Travels and Adventures in America and Asia. London 1895, ISBN 0-7156-3085-7.
- Through South Africa. 1898.
- Africa, its Partition and its Future. 1898.

### Postum veröffentlicht
- The Autobiography of Sir Henry Morton Stanley: The Making of a 19th Century Explorer. London 1909, ISBN 1-58976-010-7.
- H. M. Stanley: Unpublished Letters. 1961.
- Stanley’s Dispatches to the New York Herald 1871–1872, 1874–1877. Hrsg.: Norman R. Bennet, Boston 1970.
- The story of Emin’s rescue as told in Stanley’s letters. Hrsg. J. Scott Keltie. New York 1969, ISBN 0-8371-2177-9.

### In deutscher Sprache

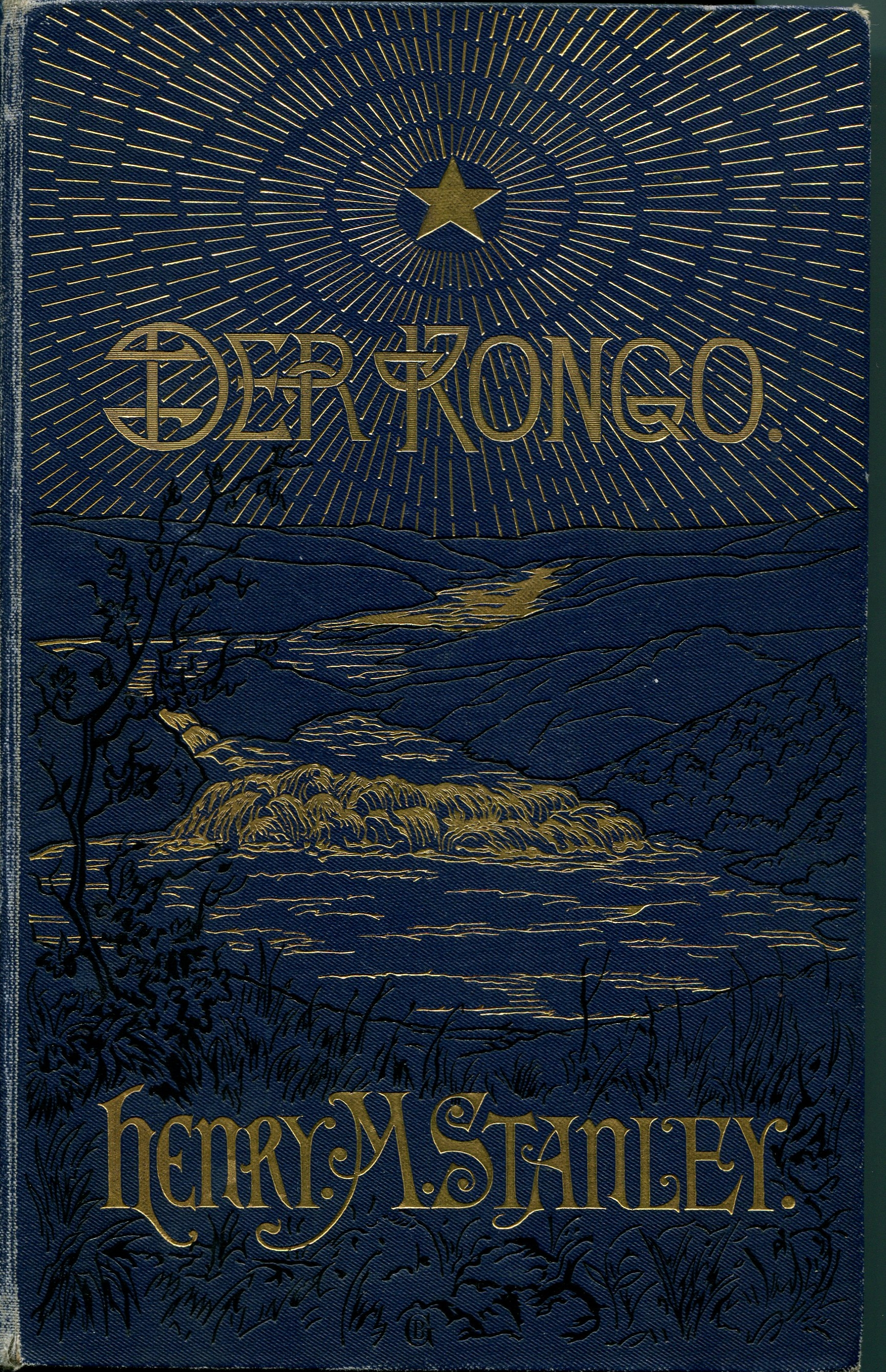
Buchtitel von 1887

- Wie ich Livingstone fand. Reisen, Abenteuer u. Entdeckungen in Central-Afrika (= Originaltitel: How I found Livingstone), Brockhaus / Reclam, Leipzig 1879; Neuausgabe: herausgegeben von Heinrich Pleticha, (= Alte abenteuerliche Reiseberichte). 3. Auflage, Edition Erdmann, Stuttgart/Wien 1995, ISBN 3-522-60480-6, 2012: ISBN 978-3-86539-832-1.
- Durch den dunkeln Welttheil oder die Quellen des Nils, Reisen um die grossen Seen des aequatorialen Afrika und den Livingstone-Fluss abwärts nach dem atlantischen Ocean. Aus dem Englischen von C. Böttger. Leipzig 1878.
- Der Kongo und die Gründung des Kongostaates. Arbeit und Forschung. Aus dem Englischen von H[ugo] von Wobeser. 2 Bände. F. A. Brockhaus, Leipzig 1885.
- Im dunkelsten Afrika. Aufsuchung, Rettung und Rückzug Emin Pascha’s. Aus dem Englischen von H. von Wobeser. Leipzig 1890
- zus. mit A[rthur] J. Mounteney Jephson: Emin Pascha und die Meuterei in Aequatoria. Neunmonatlicher Aufenthalt und Gefangenschaft in der letzten der Sudan-Provinzen. Aus dem Englischen von H[ugo] von Wobeser. F. A. Brockhaus, Leipzig 1890.
- Mein Leben. 2 Bände. Aus dem Englischen von Achim von Klösterlein und Gustav Meyrink. Verlag Die Lese, München 1911.